# 미야쿠보정
미야쿠보정(宮窪町)은 에히메현 도요지방에 있던 정이다.  2005년 1월 16일 이마바리시와 오치군 11개 정촌의 대합병에 의해 새롭게 이마바리시의 일부가 되어 자치체로서의 미야쿠보 정은 소멸하였다.

## 지리
이마바리 항에서 북동쪽 약 4km에 떠 있는 게이요 제도의 오시마 동부에 위치한다.북, 동, 서의 삼면을 바다에 접하고 있다. 취락은 미야쿠보라 불리며 동사무소가 있는 중심 취락이 가장 크고, 그 이외의 취락은 거의 해안선을 따라 산재해 있다.미야쿠보 마을 뒤에 있는 가자미 산 전망대에서는 세토 내 섬들과 돌절구장을 전망할 수 있다.

## 역사
- 1889년 12월 15일 - 정촌제 시행에 수반해 오치군 미야쿠보촌이 성립하였다.
- 1952년 8월 1일 - 정으로 승격해 미야쿠보정이 되었다.
- 1954년 8월 1일 - 오야마촌의 일부를 편입하였다.
- 2005년 1월 16일 - 이마바리시, 오치군 아사쿠라촌, 나미카타정, 오니시정, 기쿠마정, 요시우미정, 다마가와정, 하카타정, 가미우라정, 오미시마정, 세키젠촌이 합병해 새로운 이마바리시가 되어 미야쿠보정은 소멸하였다.

## 교통

### 도로
- 니시세토 자동차도
- 국도 317호선